# Euselasia arbas
Euselasia arbas is een vlindersoort uit de familie van de prachtvlinders (Riodinidae), onderfamilie Euselasiinae.
Euselasia arbas werd in 1782 beschreven door Stoll.